# 信寶國際
信寶國際控股有限公司，簡稱信寶國際控股，以及信寶國際（英語：Honesty Treasure International Holdings Limited，港交所除牌時0600.HK），在2004年12月29日，從大華國際（集團）有限公司換取上市而來，該公司前身為「東方明珠實業有限公司」。
過去曾經營澳門持有房地產和金龍酒店權益，香港方面則持有「Mocha」鞋類專門店。但由於所有業務全面虧損，再加上受到官司和經營問題，於是在2007年12月初，被羅氏針織有限公司後人羅家寶入主，並在2008年1月18日，更名為中國基建投資有限公司，同時把所有業務全權出售。

## 外部連結
- China-Infrastructure.com（页面存档备份，存于）